# یواس‌اس برز (دی‌دی-۱۲۲)
یواس‌اس برز (دی‌دی-۱۲۲) (به انگلیسی: USS Breese (DD-122)) یک کشتی بود که طول آن ۹۵٫۸۳ متر (۳۱۴٫۴ فوت) بود. این کشتی در سال ۱۹۱۸ ساخته شد.